# Варыгинская волость
Варыгинская волость — административно-территориальная единица 3-го уровня и муниципальное образование со статусом сельского поселения в Опочецком районе Псковской области России.
Административный центр — деревня Варыгино.

## География
Территория волости граничит на востоке с Болгатовской, на юге — с Пригородной волостями Опочецкого района, на западе — с Красногородским районом, на севере — с Пушкиногорским районом Псковской области.

## Население
| 2002  | 2010  | 2012  | 2013  | 2014  | 2015 | 2016  |
| ----- | ----- | ----- | ----- | ----- | ---- | ----- |
| 872   | ↘640  | ↘631  | ↘608  | ↘589  | ↘576 | ↗1251 |
| 2017  | 2018  | 2019  | 2020  | 2021  |      |       |
| ↗1309 | ↗1323 | ↘1300 | ↘1263 | ↘1082 |      |       |

Суммарная численность населения Варыгинской и Матюшкинской волостей, объединённых в новообразованную Варыгинскую волость, по состоянию на 1 января 2015 года составляет 1260 человек.

## Населённые пункты
В состав волости с апреля 2015 года входят 87 населённых пунктов, в том числе 1 посёлок — Приозёрный — и 86 деревень:
| №  | Населённый пункт | Тип     | Население |
| -- | ---------------- | ------- | --------- |
| 1  | Алтово           | деревня | ↘17       |
| 2  | Антоново         | деревня | →24       |
| 3  | Бабенцы          | деревня | ↘3        |
| 4  | Балаши           | деревня | →16       |
| 5  | Барабаны         | деревня | ↘36       |
| 6  | Барсаново        | деревня | ↘147      |
| 7  | Белки            | деревня | ↘103      |
| 8  | Белоусы          | деревня | ↘11       |
| 9  | Болотово         | деревня | ↘2        |
| 10 | Большие Рогатки  | деревня | ↘53       |
| 11 | Бородино         | деревня | ↘2        |
| 12 | Броды            | деревня | ↘50       |
| 13 | Варыгино         | деревня | ↘151      |
| 14 | Вашково          | деревня | →0        |
| 15 | Визги            | деревня | →0        |
| 16 | Волково          | деревня | ↘17       |
| 17 | Глазаново        | деревня | ↗24       |
| 18 | Гнилки           | деревня | →1        |
| 19 | Голощапы         | деревня | ↗82       |
| 20 | Голубы           | деревня | →0        |
| 21 | Горки            | деревня | →14       |
| 22 | Горохово         | деревня | →4        |
| 23 | Дед-Кабак        | деревня | →0        |
| 24 | Есипово          | деревня | →0        |
| 25 | Жарки            | деревня | →5        |
| 26 | Заводы           | деревня | →6        |
| 27 | Загребица        | деревня | →1        |
| 28 | Захново          | деревня | →5        |
| 29 | Зенки            | деревня | →0        |
| 30 | Зуёво            | деревня | →0        |
| 31 | Зуица            | деревня | ↘0        |
| 32 | Ильмова Гора     | деревня | ↘2        |
| 33 | Кадниково        | деревня | ↘10       |
| 34 | Каменка          | деревня | →0        |
| 35 | Карташи          | деревня | →1        |
| 36 | Карузы           | деревня | ↘5        |
| 37 | Кирово           | деревня | ↗10       |
| 38 | Клюкино          | деревня | →6        |
| 39 | Клюкино          | деревня | ↗6        |
| 40 | Князи            | деревня | →0        |
| 41 | Козырёво         | деревня | ↘4        |
| 42 | Коношково        | деревня | ↗3        |
| 43 | Коровкино        | деревня | ↗13       |
| 44 | Костелево        | деревня | →5        |
| 45 | Кострово         | деревня | →0        |
| 46 | Кузнечково       | деревня | →0        |
| 47 | Леоново          | деревня | →0        |
| 48 | Литвиново        | деревня | →0        |
| 49 | Лотовицы         | деревня | ↘3        |
| 50 | Лукина Гора      | деревня | →0        |
| 51 | Лущилы           | деревня | ↘2        |
| 52 | Люцково          | деревня | ↗11       |
| 53 | Максимиха        | деревня | ↗16       |
| 54 | Малые Рогатки    | деревня | →3        |
| 55 | Марфино          | деревня | ↘6        |
| 56 | Маслово          | деревня | ↘3        |
| 57 | Матюшкино        | деревня | ↘116      |
| 58 | Молоково         | деревня | ↘29       |
| 59 | Морозово         | деревня | ↘15       |
| 60 | Ниченкино        | деревня | →2        |
| 61 | Полукозырёво     | деревня | ↗15       |
| 62 | Попки            | деревня | →0        |
| 63 | Попцово          | деревня | →3        |
| 64 | Порядино         | деревня | ↘3        |
| 65 | Приозёрный       | посёлок | ↘214      |
| 66 | Пуршево          | деревня | ↘19       |
| 67 | Ратово           | деревня | →2        |
| 68 | Рябинино         | деревня | →0        |
| 69 | Сакирино         | деревня | →14       |
| 70 | Салпа            | деревня | →1        |
| 71 | Самулино         | деревня | →0        |
| 72 | Седуниха         | деревня | ↘6        |
| 73 | Серово           | деревня | →4        |
| 74 | Серово           | деревня | ↘32       |
| 75 | Сидорово         | деревня | →0        |
| 76 | Старино          | деревня | →0        |
| 77 | Сырохново        | деревня | ↘13       |
| 78 | Тарасёнки        | деревня | →4        |
| 79 | Тиханово         | деревня | ↘1        |
| 80 | Тригузово        | деревня | →15       |
| 81 | Тряпы            | деревня | ↘2        |
| 82 | Фёдоровское      | деревня | →15       |
| 83 | Хохулино         | деревня | →1        |
| 84 | Шибаново         | деревня | →0        |
| 85 | Шишкино          | деревня | →0        |
| 86 | Шлёпиха          | деревня | ↘12       |
| 87 | Шурупово         | деревня | →15       |

## История
Постановлением Псковского областного Собрания депутатов от 26 января 1995 года все сельсоветы в Псковской области были переименованы в волости, в том числе Варыгинский сельсовет был превращён в Варыгинскую волость.
Законом Псковской области от 28 февраля 2005 года в границах волости было также создано муниципальное образование Варыгинская волость со статусом сельского поселения с 1 января 2006 года в составе муниципального образования Опочецкий район со статусом муниципального района.
С января 1995 до апреля 2015 года в состав Варыгинской волости входило 39 деревень: Коношково, Зуица, Фёдоровское, Гнилки, Бородино, Жарки, Ниченкино, Ратово, Кузнечково, Максимиха, Сакирино, Антоново, Марфино, Каменка, Хохулино, Леоново, Вашково, Загребица, Варыгино, Шурупово, Лотовицы, Самулино, Кострово, Кирово, Костелево, Морозово, Заводы, Малые Рогатки, Маслово, Бабенцы, Клюкино, Большие Рогатки, Серово, Белоусы, Барсаново, Волково, Горохово, Голощапы, Люцково.
Законом Псковской области от 30 марта 2015 года в состав Варыгинской волости 11 апреля 2015 года была включена территория упразднённой Матюшкинской волости.